# Vimbodí
Vimbodí település Spanyolországban, Tarragona tartományban. Vimbodí Fulleda, L'Espluga de Francolí, Montblanc, Prades, Tarragona, Vallclara, Vinaixa és Tarrés községekkel határos. Lakosainak száma 893 fő (2024).

## Népesség
A település népessége az elmúlt években az alábbi módon változott:
| Lakosok száma | 315  | 1916 | 1504 | 1255 | 1162 | 1039 | 1077 | 964  | 892  | 893  |
|               | 1717 | 1887 | 1936 | 1960 | 1986 | 2004 | 2009 | 2014 | 2019 | 2024 |